# Литературный музей имени И. Жансугурова
Литературный музей имени И.Жансугурова в г. Талдыкорган (Казахстан) является центром по изучению творчества и биографии поэта. В музее регулярно проходят экскурсии, вечера памяти поэта. Музей был создан в 1984 году в честь празднования 90-летия со дня рождения поэта. Фондом для литературного музея стал небольшой музей Жетысуйского государственного университета имени И. Жансугурова. Основной целью музея является сбор, хранение и предоставление материалов, связанных с жизнью и литературной деятельностью поэта. Музей занимает площадь в 280,5 кв. метров. В фонде музея насчитывается 6073 предметов научно-вспомогательного и музейного значения. В фонде присутствуют рукописи, фотографии, книги, личные вещи и рабочий кабинет поэта.
Музей состоит из шести комнат, каждая из которых представляет тематическую экспозицию:
- Юность поэта, отрочество;
- Становление, развитие, общественная деятельность поэта;
- Рабочая комната поэта;
- Творчество Ильяса Жансугурова;
- Наследие поэта.

Здание, в котором находится музей, было построено в 1907 году. Здание музея является памятником архитектуры и градостроительства. Здание находится под защитой государства.